# ایران مارین سرویسز
ایران مارین سرویسز یک شرکت کشتیرانی ایرانی است. در حال حاضر ۱۰۰ درصد سهام آن به نمایندگی شرکت سرمایه‌گذاری غدیر متعلق به شرکت دریابان جنوب کیش است.

## تاریخچه
در دولت ششم توسعه روابط اقتصادی با کشورهای آسیای میانه به ویژه ترکمنستان یکی از سیاست‌های دولت، بود. بخش خصوصی در سال ۷۴ ارائه مجوز «سوآپ یا ترانزیت» به این بخش را به دولت پیشنهاد داد تا دولت فراورده‌های نفتی را در شمال دریافت کند و از جنوب تحویل بدهد یا اینکه مجوز ترانزیت داده شود.
ایران مارین سرویسز اولین شرکتی بود که وارد این جریان شد. با توجه به اینکه بخش خصوصی فاقد مخازن بود و امکانات بارگیری در جنوب کشور را نداشت، این شرکت یکی از کشتی‌های خود را به عنوان مخزن در بندر مستقر کرد و در شمال نیز یکی از مخازنی را که متعلق به شرکت مترو بود، گرفت و ترانزیت فراورده‌های نفتی را آغاز کرد. این شرکت اولین شرکتی بود که حجم وسیعی از امکانات ترانزیت فراورده‌های نفتی را فراهم آورد. البته این شرکت «سوآپ» نمی‌کرد بلکه فراورده‌های نفتی را ترانزیت می‌کرد یعنی گازوئیل و نفت را با کامیون‌هایی که داشت حمل و سپس در بندر امام تخلیه و از آنجا صادر می‌کرد. با وجود عدم تحمیل هزینه توسط ترانزیت فراورده‌ها توسط این شرکت و ایجاد درآمد برای شرکت خیلی‌ها در بدنه دولت از کاری که محمد سعیدی مدیرعامل «ایران مارین سرویس» انجام می‌داد و درآمدی که سعیدی، مدیر عامل آن از این محل به دست می‌آورد، خوشحال نبودند. این شرکت علاوه بر ترانزیت نمایندگی بسیاری از شرکت‌های بزرگ کشتیرانی را بر عهده گرفته بود و زمانی که این شرکت‌ها می‌خواستند از بندرهای ایران بارهای شان را حمل کنند، مارین سرویس امکانات در اختیارشان قرار می‌داد و خدماتی مانند غذا، سوخت و آب می‌داد. بیشتر کشتی‌هایی که وارد ایران می‌شدند، کشتی‌های نفتی بودند و شرکت «ایران مارین سرویس» نیز در ازای خدماتی که ارائه می‌داد، روزانه ۳۰–۲۰ هزار دلار از این محل حق‌العمل دریافت می‌کرد. به همین دلیل دسته‌ای از افراد تصمیم گرفتند این شرکت را کله پا کنند تا کاری که انجام می‌شد و سودی که شرکت از محل قانونی به دست می‌آورد، در کاسه این افراد سرازیر شود. به همین دلیل ایراداتی به «شرکت» گرفتند و پرونده‌ای برای سعیدی ایجاد کردند. به سعیدی مدیرعامل شرکت «ایران مارین سرویس» گفتند ارزهایی که وارد کشور کردید را به شبکه بانکی نفروختید و در بازار ارز فروختید و این قاچاق ارز محسوب می‌شود. پرونده سعیدی که به قطع ترانزیت فراورده‌های نفتی توسط بخش خصوصی منتهی شد، به دلیل بحث فروش ارزها بود. نهایتاً شرکت «ایران مارین سرویس» از بازار ترانزیت کنار گذاشته شد و سعیدی نیز زندانی شد و اموال او را مصادره کردند. از ابتدای مجلس ششم در کمیسیون اصل ۹۰ پرونده‌ای برای این شرکت گشوده شد.